# Момиче от Джърси (филм, 2004)
„Момиче от Джърси“ (на английски: Jersey Girl) е американски филм (Комедия, Романтичен) от 2004 година режисиран от Кевин Смит. Главните роли във филма са: Бен Афлек, Лив Тайлър, Дженифър Лопес, Стивън Руут, Майкъл Стар, Джейсън Бигс, Том Клиари. Бюджета на филма е 35 млн. долара.

## Резюме
Преуспяващият музикален продуцент Оли Тринке живее в Манхатън с чувството, че целият свят е в краката му. Но когато жена му умира внезапно и го оставя сам с дъщеричката им, неговия съвършен свят започва да се разпада. Оли с досада се връща в родния си град Ню Джърси. Годините минават, а той все още тъгува по живота, който е имал. За дъщеря му Гърти обаче, Ню Джърси е най-хубавият град на света...